# 宇治神社

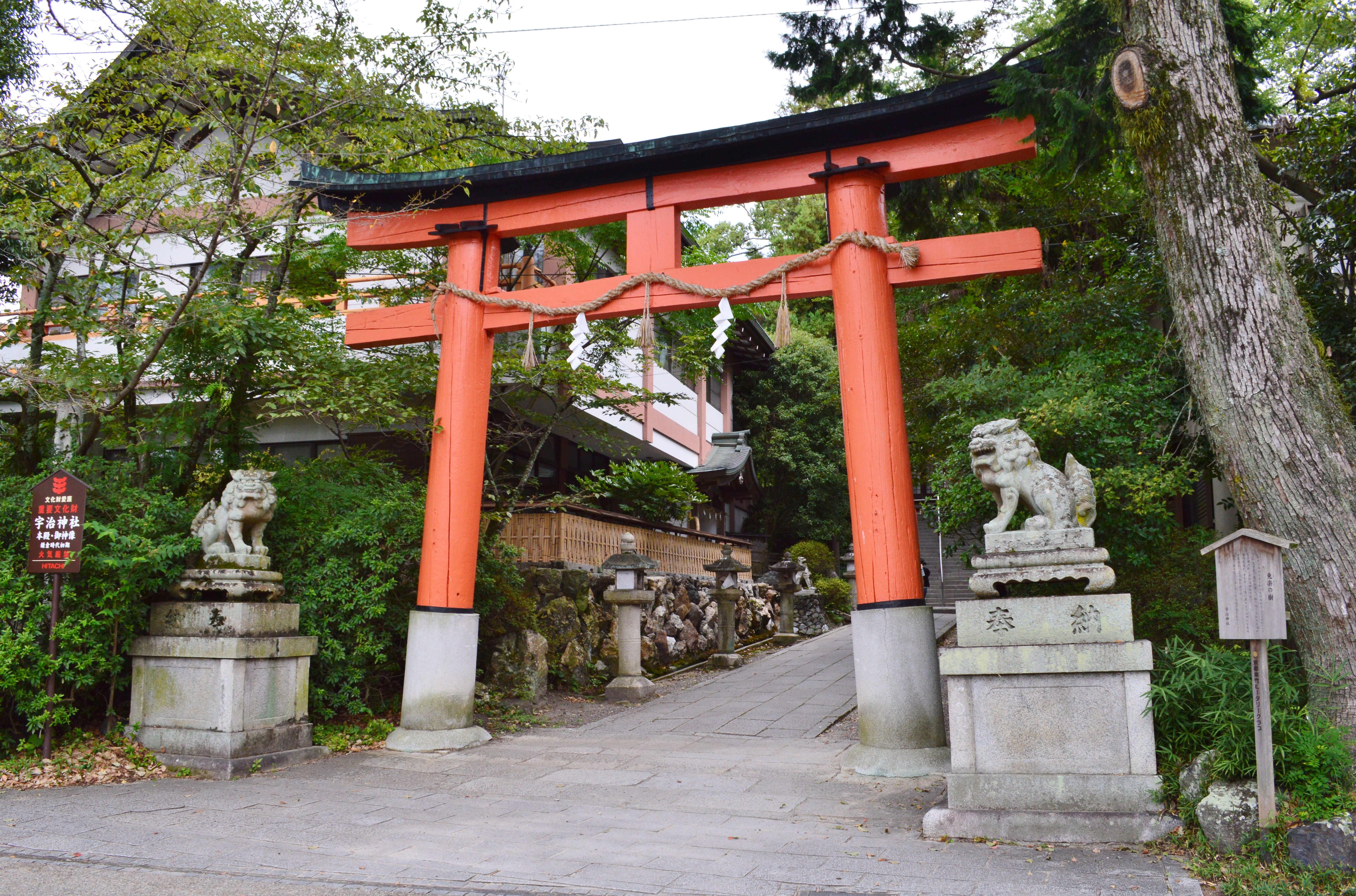
大鸟居

宇治神社 （日语：／ uji jinja）是位于京都府宇治市宇治山田的神社。式内社有記載的神社，舊社格之中屬於府社。毗鄰宇治上神社。

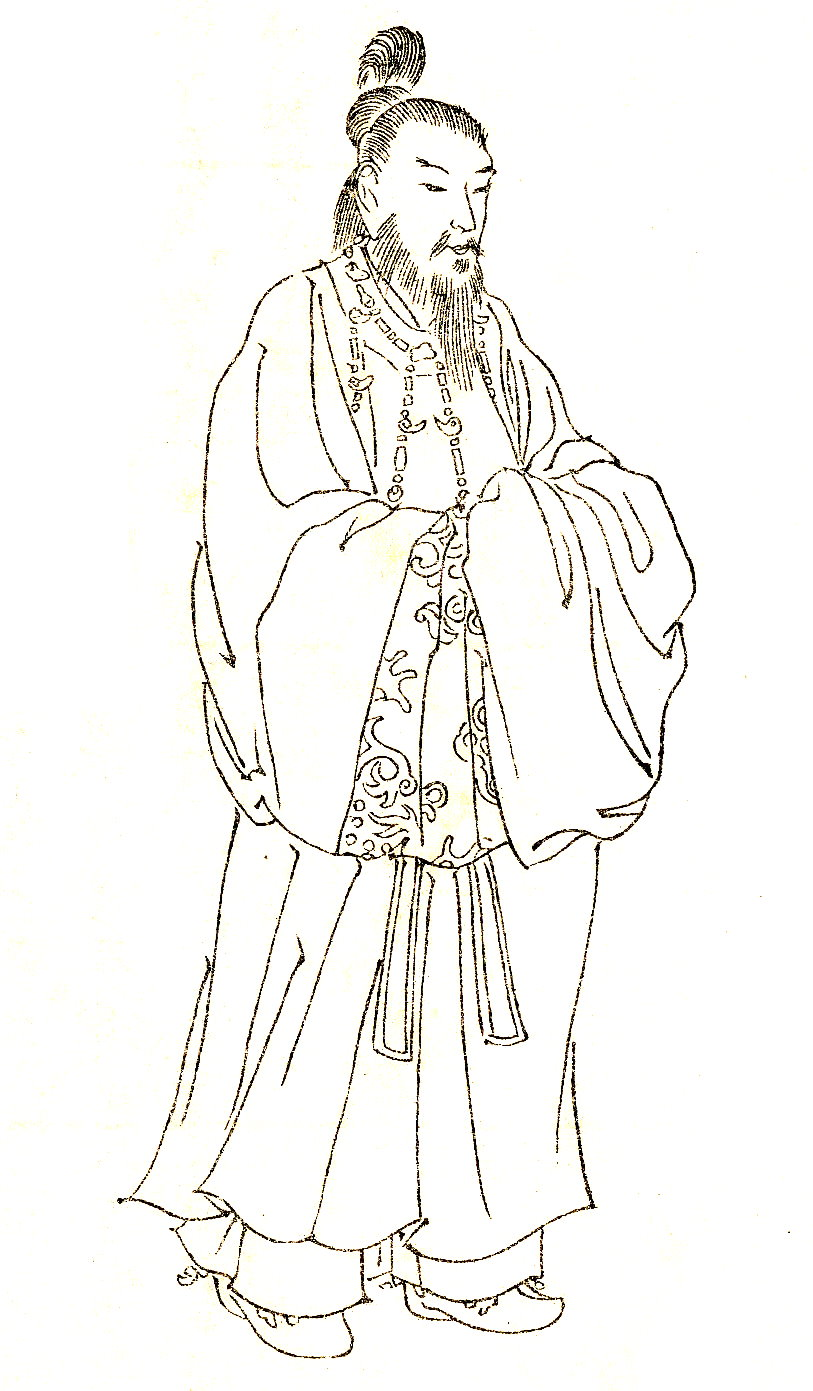
菟道稚郎子
（《前賢故實》）

## 祭神
舍内供奉神明一座。
- 菟道稚郎子命（うじのわきいらつこのみこと）
《日本書紀》中被記載為「菟道稚郎子」，《古事記》中被记载为“宇遅之和紀郎子”。第15代应神天皇的皇子。虽然受到天皇的宠爱，被封为太子，但为了让皇位传给同父异母的弟弟大鷦鷯尊（仁德天皇）而自杀，被传为一段佳话。
在主神社内，供奉着菟道稚郎子的神像（国指定重要文化财产） [1]

## 历史

### 创建
神社的起源和確切成立的年份並不可考。在宇治神社附近的宇治上神社，曾經和宇治神社被視為同一座神社。《山城國風土紀》中提及菟道稚郎子的離宮「桐原日桁宮」相信位於宇治上神社內。而兩社的舊稱「離宮明神」亦可能由此而來。
在宇治上神社的院内，有一塊巨石被稱為「天上石」或「岩神先生」（岩神さん），據說是根據磐座（古代神道教對岩石的信仰）而建造和供奉。

### 概述
延長5年（927年）制定的《延喜式》神明帐中，有山城府宇治郡的“宇治神社二座 鍬靫”的记载，并将这两座神社分别确定为宇治神社和宇治上神社。「鍬靫」的意思是，祈年祭時，由朝廷供奉的鋤頭和投壺。后来，在附近建立了平等院，这两座神社被视为其镇守社。
明治时代以前，宇治神社被称为 「下社」、「若宫」，宇治上神社被称为「上社」、「本宫」，两社合称「宇治离宫明神」、「宇治离宫八幡宫」。
明治时代期間，兩神社分為獨立個體，1911年（明治44年）升格为府社。
2018年（平成30年），第21号台风导致神社大鸟居从底部断裂并坍塌。2019 年12月25日，大鸟居重建完成并举行了竣工典礼。

## 区域

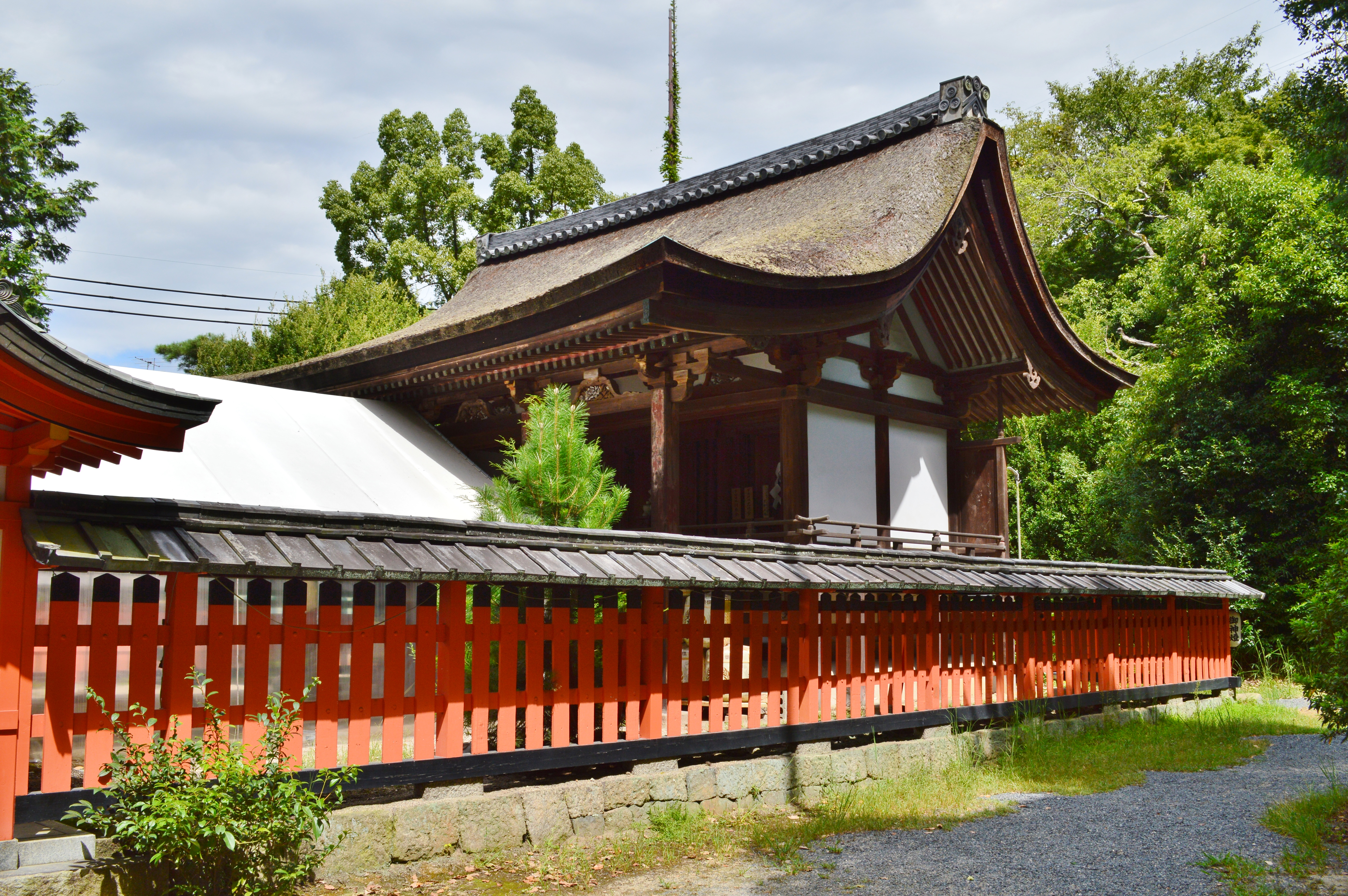
本殿（国指定重要文化财）

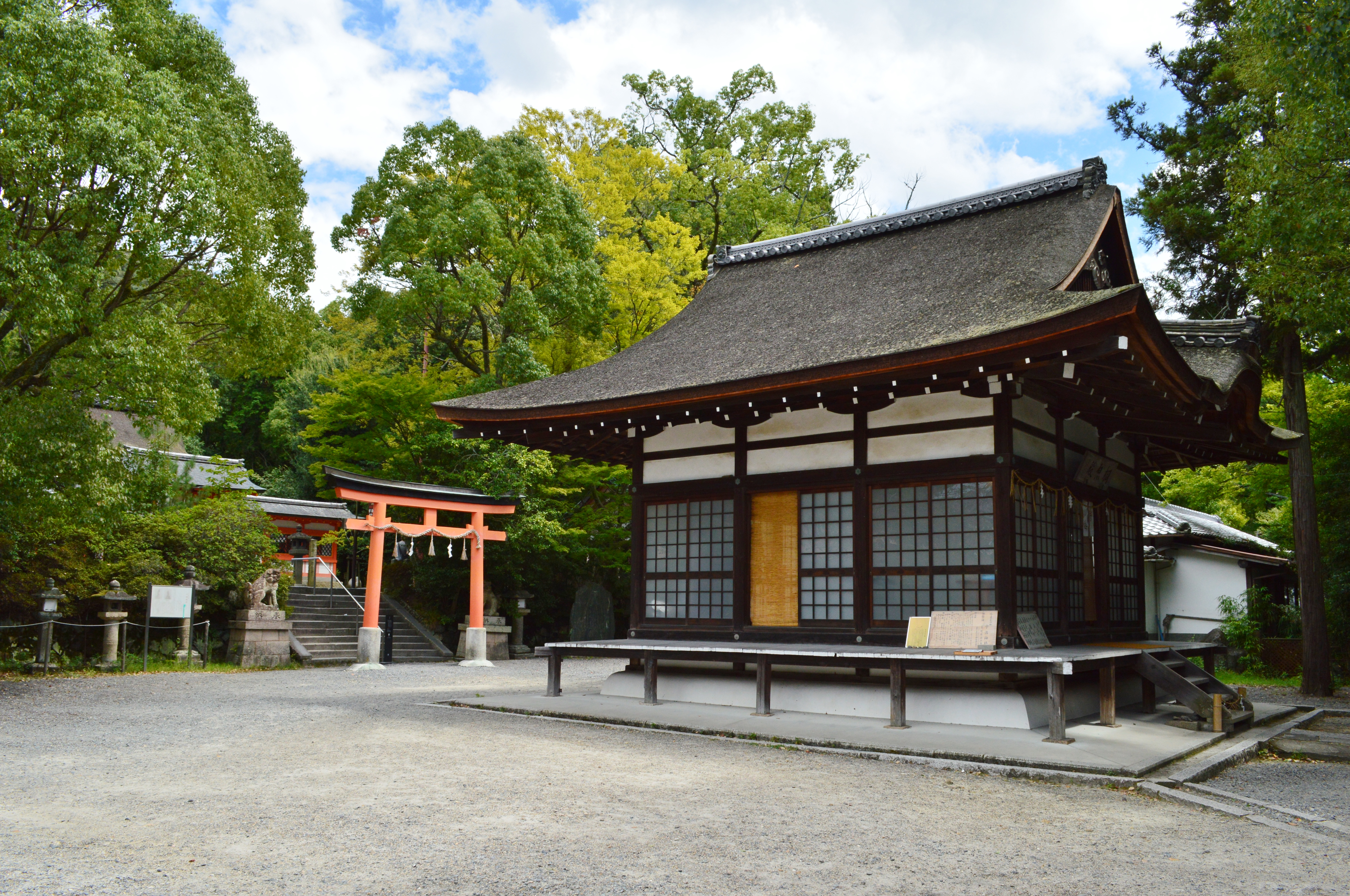
境内 左侧为本殿、右为拜殿（桐原殿）。
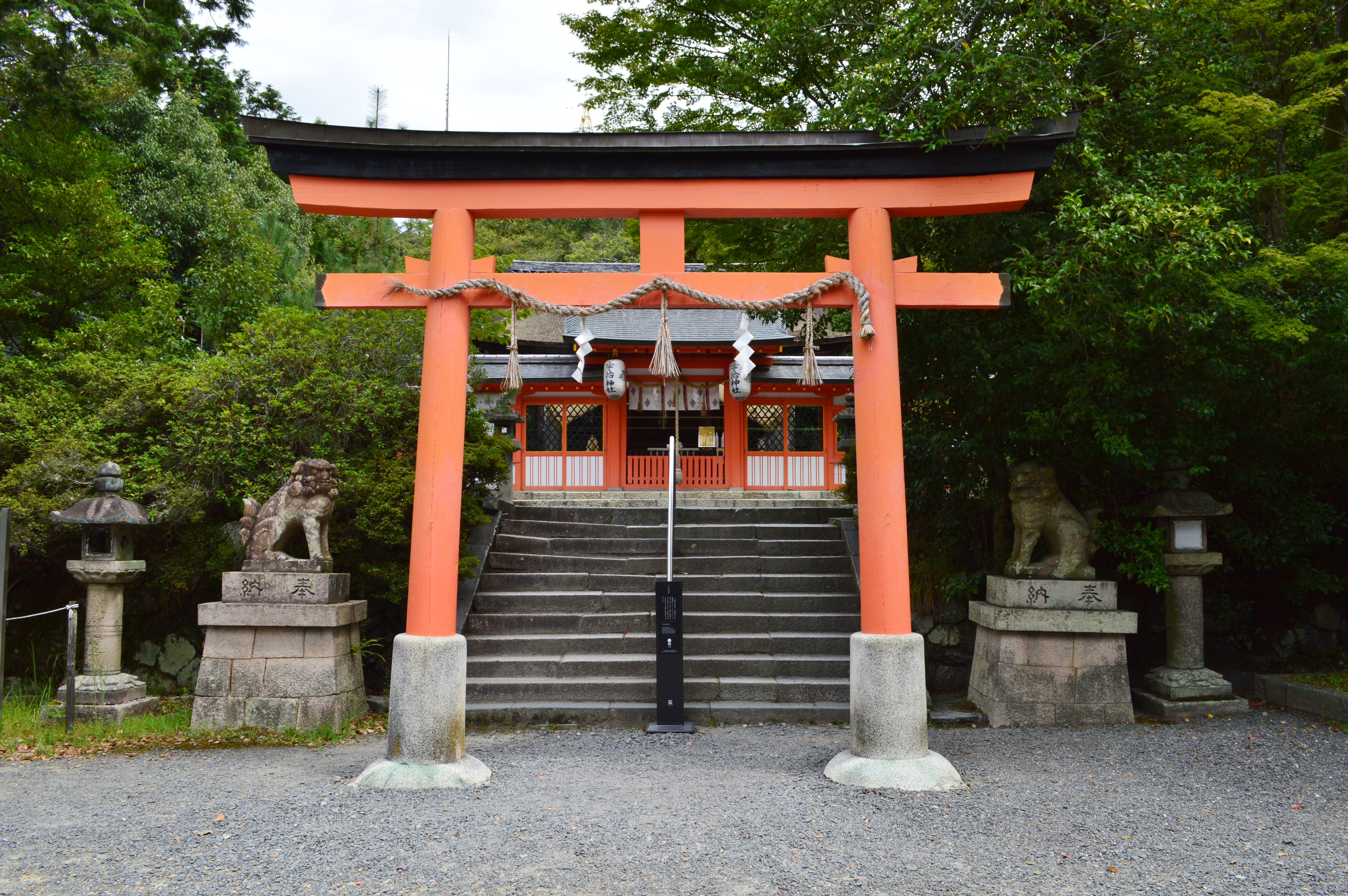
中门前鸟居
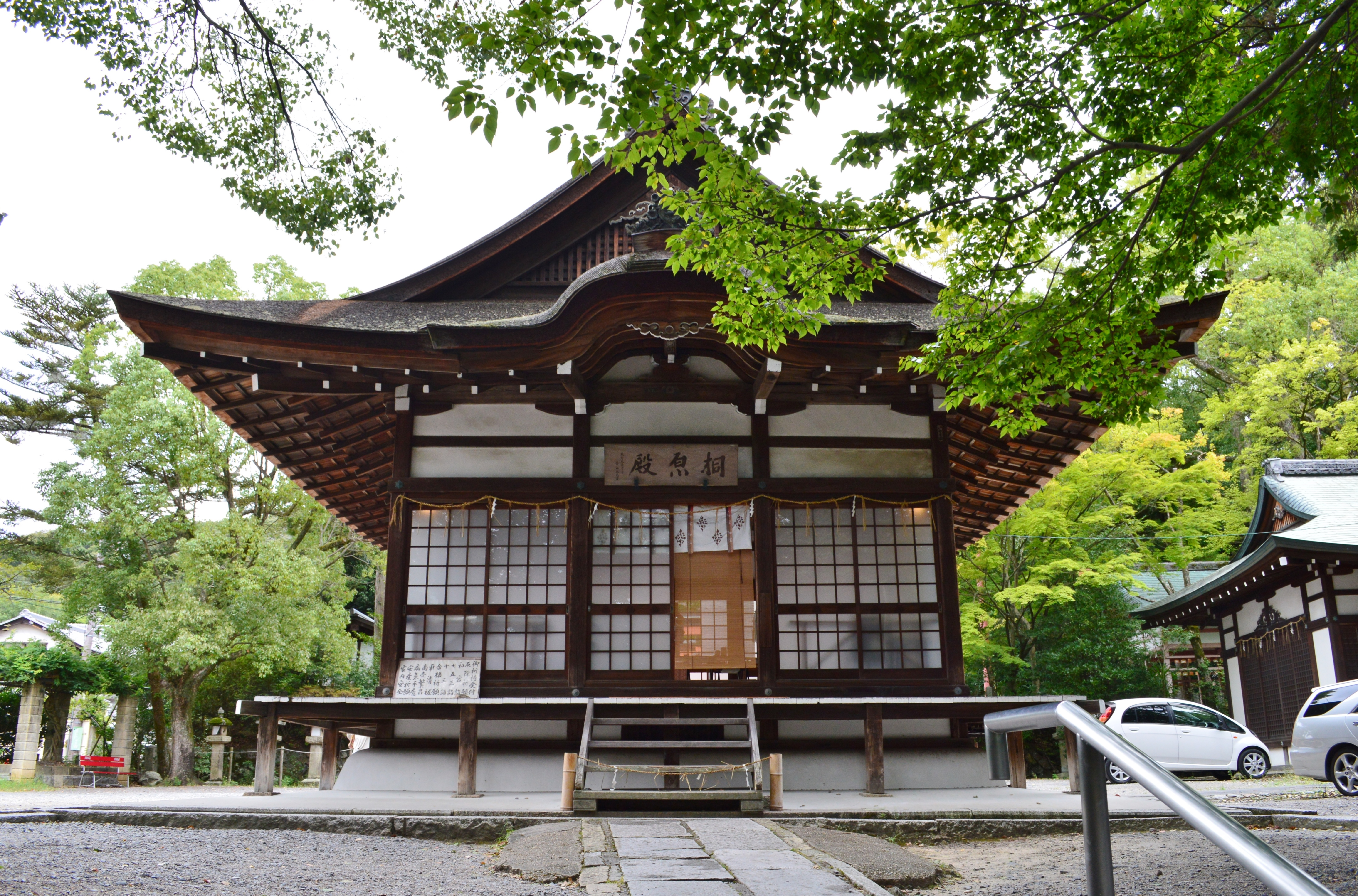
本殿（国家指定重要文化财）- 三间社流造，镰仓时代后期建造。
- 中门
- 拜殿（桐原殿）
- 绘马堂
- 神乐殿
- 神輿仓库
- 社务所 - 二楼为参集殿
- 飞地辖区
  - 御旅所（京都府宇治市宇治1）

- 境内
左侧为本殿、右为拜殿（桐原殿）。
- 中门前鸟居
- 拜殿（桐原殿）

## 攝末社
- 春日社（京都府指定有形文化财） - 祭神：建瓮槌命、斎主命、天儿屋根命
- 日吉神社 - 祭神：大山咋命
- 住吉神社 - 祭神：住吉三神（底筒男命、中筒男命、上筒男命）、神功皇后
- 廣田神社 - 祭神：蛭子命
- 松尾神社 - 祭神：市杵岛姫命
- 高良神社 - 祭神：武内宿祢
- 伊勢両宮社 - 祭神：天照皇大神、国常立命

## 文化财产

### 重要文化财（国家指定）
- 本殿（建筑物）
建造于镰仓时代晚期。根据1902年（明治35年）7月31日的《古社寺保存法》被认定为特别保护建筑物，1950年（昭和25年）根据《文化财保护法》被认定为重要文化财。
- 木制莵道稚郎子命坐像（雕塑）

创作于平安时代 ，1903年（明治36年）4月15日认定 [5]。

### 京都府指定文化财
- 有形文化财
  - 摄末社春日神社本殿（建筑物）- 2018年（平成30年）3月23日认定[6]。

### 宇治市指定文化财
- 有形文化财
  - 白色尉面 1件（雕塑）- 安土桃山时代制作。 1972年（昭和47年）3月1日认定 [7]。
  - 木造狛犬 2件（雕塑）-镰仓时代制作，存放于宇治市历史资料馆。 1988年（昭和63年）3月31日认定  。

## 当地信息
位置
- 京都府宇治市宇治山田1

交通方式
- 铁路
  - 京阪电车宇治线宇治站（步行5分钟）
  - JR西日本奈良线宇治站（步行10分钟）

周边
- 宇治上神社
- 平等院
- 菟道稚郎子尊 宇治墓

## 脚注
1. 1 2 3  『京都府の地名』宇治上神社項・宇治神社項。
2. ↑  『日本の神々』宇治上神社・宇治神社項。
3. ↑  . 毎日放送. 2018-09-05  [2018-09-05]. （原始内容存档于2018-09-06）.
4. ↑  ALCO編集部. . ALCO 宇治・城陽　山城地域の情報サイト. 2019-12-25  [2021-01-21]. （原始内容存档于2021-01-11） （日语）.
5. ↑   - 國指定文化財等數據庫（日語）
6. ↑  平成30年3月23日京都府公報PDFより京都府教育委員会告示第3号（リンクは京都府ホームページ）。
7. ↑  宇治市の文化財 （页面存档备份，存于）（宇治市ホームページ）。